# Tammy (film)
Pour les articles homonymes, voir Tammy.
Pour plus de détails, voir Fiche technique et Distribution.
Tammy est une comédie américaine réalisée par Ben Falcone et co-écrite avec son épouse, Melissa McCarthy. Le film est sorti aux États-Unis le 2 juillet 2014.
Le film met en vedette Susan Sarandon, Allison Janney, Toni Collette, Sandra Oh, Dan Aykroyd, Kathy Bates et Ben Falcone lui-même.

## Synopsis
Après avoir perdu son travail, Tammy (Melissa McCarthy), découvre que son mari lui a été infidèle et entreprend un voyage vers les chutes du Niagara avec sa grand-mère alcoolique (Susan Sarandon).

## Fiche technique
- Titre : Tammy
- Titre original : Tammy
- Réalisation : Ben Falcone
- Scénario : Ben Falcone et Melissa McCarthy
- Musique : Michael Andrews
- Photographie : Russ T. Alsobrook
- Montage : Michael L. Sale
- Décors : Jefferson Sage
- Costumes : Wendy Chuck
- Sociétés de production : New Line Cinema  Productions - Gary Sanchez
- Société de distribution : Warner Bros.
- Budget : 20 000 000 $[1]
- Box office : 100 375 432 $[1]
- Pays d'origine : États-Unis
- Langue : anglais
- Durée : 97 min.
- Dates de sortie :
  -  États-Unis : 30 juin 2014 (première : Hollywood, Californie) ; 2 juillet 2014

## Distribution
- Melissa McCarthy (VF : Véronique Volta ; V.Q. : Natalie Hamel-Roy) : Tammy, employée de restauration rapide à Topper Jack's
- Susan Sarandon (VF : Béatrice Delfe ; V.Q. : Claudine Chatel) : Pearl, grand-mère de Tammy, alcoolique
- Kathy Bates (VF : Denise Metmer ; V.Q. : Mireille Thibault) : Lenore, amie lesbienne de Pearl
- Allison Janney (VF : Marie-Laure Beneston ; V.Q. : Isabelle Miquelon) : Deb, mère de Tammy
- Dan Aykroyd (VF : Patrick Béthune) : Don, père de Tammy
- Gary Cole (VF : Patrick Poivey ; V.Q. : Jean-Luc Montminy) : Earl, flirt de Pearl
- Sandra Oh (VF : Yumi Fujimori ; V.Q. : Marie-Andrée Corneille) : Susanne, compagne de Lenore
- Mark Duplass (VF : Guillaume Lebon ; V.Q. : Paul Sarrasin) : Bobby, fils d'Earl
- Nat Faxon (VF : Stéphane Ronchewski) : Greg, mari de Tammy
- Toni Collette (VF : Marjorie Frantz) : Missi, voisine de Tammy, maîtresse de Greg
- Ben Falcone (VF : Yann Le Madic ; V.Q. : Thiéry Dubé) : Keith, supérieur hiérarchique de Tammy
- Sarah Baker (VF : Anne Massoteau) : Becky, serveuse à Topper Jack's
- Rich Williams (VF : Achille Orsoni) : Larry, cuisinier à Topper Jack's
- Steve Little (en) : loueur de motomarines
- Dakota Lee : Kathleen
- Mark L. Young : Jesse
- Mia Rose Frampton : Karen
- Steve Mallory : Caissier
- Big Al Hall : musicien du Possum Creek Bluegrass Band
- Jones Smith : musicien du Possum Creek Bluegrass Band
- Joe Baxter : musicien du Possum Creek Bluegrass Band
- Benjamin Chontos : musicien du Possum Creek Bluegrass Band
- Sean Gould : musicien du Possum Creek Bluegrass Band
- Keith Welborn : DJ
- Oscar Gale : Javier
- Justin Smith (en) : Ambulancier
- Willie Hill : Gardien de prison
- Zach Hanner : Un homme au barbecue
- Jason Vail : Un homme au barbecue
- Leon Lamar : Vieil homme à la canne
- Larry Dorf : Officier Mannis
- Ricky Muse : Officier Curtis
- Barbara Weetman : Officier Carty
- William Flaman : Policier La Grange
- Rey Hernandez : Policier à la maison du lac
- Penn Charles Holderness: Présentateur
- Michelle Li : Reporter
- Raven Whisnant : Charlotte
- Damon Jones : Jerry Miller
- Sandy McCarthy : Vieille femme sortant d'un bar
- Margo Passas : Vieille femme sortant d'un bar

Sources : version française (V. F.) Carton Canal +

## Production

### Tournage
Le tournage a débuté le 3 mai 2013 à Wilmington, Caroline du Nord. Les autres lieux de tournage comprennent les zones environnantes de Shallotte et Boiling Spring Lakes (Caroline du Nord). Quelques brèves images ont été tournées à Louisville, Kentucky et à Niagara Falls, New York.

## Promotion
La bande-annonce officielle du film a été dévoilée le 6 mai 2014 suivie, le 3 juin, par trois affiches promotionnelles.

## Distinctions
- Festival international du film de Palm Springs 2014 : Director to watch